# Sivka-Kaluska, Kaluș
Sivka-Kaluska (în ucraineană Сівка-Калуська) este o comună în raionul Kaluș, regiunea Ivano-Frankivsk, Ucraina, formată numai din satul de reședință.

## Demografie
Componența lingvistică a comunei Sivka-Kaluska
     Ucraineană (99,82%)
     Alte limbi (0,18%)
Conform recensământului din 2001, majoritatea populației comunei Sivka-Kaluska era vorbitoare de ucraineană (99,82%), existând în minoritate și vorbitori de alte limbi.